# Уэхаси, Нахоко
Нахоко Уэхаси (яп. 上 橋 菜 穂 子, р.1962) — японская писательница, автор многих книг для детей и юношества.
Преподаёт этнологию в частном университете для женщин Kawamura Gakuen Women’s University в Токио, специализируясь на тематике австралийских аборигенов. Имеет степень PhD (диссертация посвящена племени аборигенов ямаджи).

## Биография
Карьера Уэхаси как писателя началась в 1989 году . Её первой публикацией была книга Священное дерево (яп. 精霊の木 seirei no ki). За ней последовал роман В лунном лесу, о Бог, засыпай (яп. 月の森にカミよ眠れ tsuki no mori ni kami yo nemure). Этот роман получил награду Японской ассоциации детских писателей и принёс Нахоко Уэхаси известность в качестве автора фэнтези.
В 1996 году Уэхаси выпустила первую книгу серии Moribito: Guardian of the Spirit (Морибито — страж духа). Роман получил премию Номы в номинации «Новое лицо детской литературы», а также награду издательства Sankei Children’s Culture and Publishing. Английский перевод этой книги в 2009 году был удостоен премии Милдред Л. Батчелдер. В 1999 году Уэхаси опубликовала вторую книгу из серии Moribito, Guardian of the Darkness (闇の守り人 Yami no Moribito?). За этот роман она была удостоена премии Японской ассоциации детских писателей. В 2002 году серия книг Moribito series удостоена литературной премии Iwaya Sazanami, а в 2003 году книга Guardian of the God (神の守り人 Kami no Moribito?) удостоена награды от издательской компании Shogakukan. В 2003 году Уэхаси написала роман Beyond the Fox Whistle (狐笛のかなた Koteki no Kanata?), который получил премию Номы в номинации «Новое лицо детской литературы». В 2006 Нахоко Уэхаси написала два тома романа Kemono no Souja Erin (Kemono no Sōja (яп. 獣の奏者 Кэмоно но Содзя, Заклинательница зверей)), а в 2009 году — ещё 2 книги из этого цикла. Главная героиня романа — девочка, которая обладает даром дружить с животными и которая оказывается втянутой в борьбу между двумя королевствами.
По роману Морибито — страж духа в 2006 году была сделана радиопостановка в десяти выпусках. В 2007 году режиссёр Камияма Кэндзи снял по нему одноименное аниме. Манга стала выходить уже после показа сериала по телевидению, а на английском роман вышел в 2008 году. По первым двум томам Заклинательницы зверей также была сделана манга.
В 2014 году Нахоко Уэхаси была удостоена премии Ганса Христиана Андерсена. По мнению председателя жюри IBBY Марии Хесус Хиль, «Уэхаси рассказывает истории, которые изобилуют воображением, культурой и красотой сложных процессов и форм. В основе её литературных сюжетов лежит древняя японская мифология и научно-фантастические фантазии, которые глубоко укоренились в человеческой реальности».